# 朱振
朱振（3世纪？—291年），西晋太傅主簿。
永平元年（291年），皇后贾南风、楚王司马玮诬称太傅杨骏谋反。杨骏听到皇宫内有变动，就召集各位官员商议。朱振劝说杨骏道：“如今宫中发生了事变，定是宦官们给贾皇后出的主意，对太傅不利。应火烧云龙门来逼迫，索要起事者的人头，打开万春门，带领东宫以及外营兵围护着皇太子进宫，捉拿恶人，宫殿之内震恐，定会斩杀肇事者，若不如此，没有办法免于灾难。”杨骏下不了决心，说云龙门是魏明帝所造，耗费居大，为何要烧毁。结果被乱兵捕杀，一同被处死